# Басаргин, Виктор Фёдорович
Ви́ктор Фёдорович Басарги́н (род. 3 августа 1957, Асбест, Свердловская область) — российский государственный деятель, руководитель Федеральной службы по надзору в сфере транспорта (Ространснадзор) — главный государственный транспортный инспектор Российской Федерации (2017—2025).
Губернатор Пермского края (2012—2017). Министр регионального развития России (2008—2012). Член президиума Государственного совета Российской Федерации (с 25 октября 2014 по 7 апреля 2015 года).

## Биография
В 1976 году окончил Асбестовский горный техникум, в 1984 году — Свердловский горный институт им. В. В. Вахрушева, в 1991 году — Уральский социально-политический институт.
- С 1976 года работал помощником машиниста экскаватора, затем взрывником, старшим инженером лаборатории, инженером-технологом комбината «Ураласбест».
- В 1983—1985 годах — секретарь комитета ВЛКСМ Центрального рудоуправления комбината Ураласбест, с 1985 года — первый секретарь Асбестовского горкома ВЛКСМ, с 1987 года — секретарь Свердловского областного комитета ВЛКСМ.
- В 1992—1994 годах — начальник отдела — заместитель председателя Фонда имущества Свердловской области.
- В 1994—1996 годах — первый заместитель председателя Свердловского областного комитета по управлению государственным имуществом.
- В 1996—2000 годах — председатель Фонда имущества Свердловской области.
- В 2000 — августе 2001 года — начальник управления аппарата полномочного представителя Президента России в Уральском федеральном округе.
- В августе 2001 — октябре 2008 года — заместитель полномочного представителя Президента России в Уральском федеральном округе.

Министр регионального развития Российской Федерации с 14 октября 2008 года по 28 апреля 2012 года.
С 11 января 2010 года — член правительственной комиссии по экономическому развитию и интеграции.
В июле 2010 года совместно с главой Минкульта подписал приказ № 418/339, согласно которому перечень исторических городов России был сокращён более чем в 10 раз — с 478 до 41. В частности, в перечень не вошли такие города, как Москва, Псков, Нижний Новгород и другие.
28 апреля 2012 года отправлен в отставку с поста Министра регионального развития и назначен временно исполняющим обязанности губернатора Пермского края.

### Губернатор Пермского края (2012—2017)

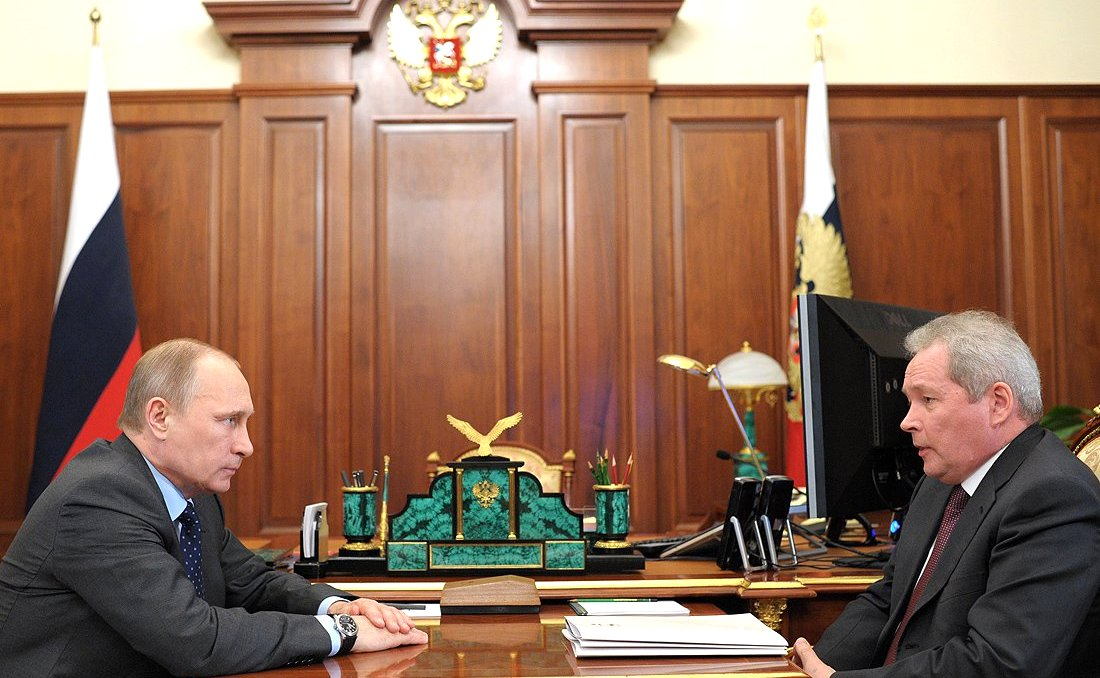
С Президентом России Владимиром Путиным (2014)

4 мая 2012 года Президент России внёс в Законодательное собрание Пермского края кандидатуру Виктора Басаргина для утверждения его на посту губернатора Пермского края. На следующий день был утверждён парламентом региона на посту губернатора Пермского края. 2 июля возглавил правительство края на переходный период.
Частично продолжил политику предшественника, однако большее внимание стал уделять социальной политике, заявив о необходимости пересмотреть некоторые проекты, в частности «Пермская культурная революция», «Мамин выбор».
25 октября 2012 года В. Ф. Басаргин назначил и утвердил состав правительства Пермского края, и его главой утвердили коллегу губернатора по Минрегиону Р. Ю. Панова, но, пока Панов собирался вступить в должность, 9 ноября 2012 года его арестовали по делу о хищениях во время подготовки к саммиту АТЭС, тем самым Р. Ю. Панов бросил тень и на губернатора, который был его руководителем в Минрегионе. В итоге Панов так и не успел вступить в должность председателя правительства Пермского края, хотя и был утверждён.
23 января 2013 года новый, утверждённый губернатором, председатель краевого правительства Г. П. Тушнолобов вступил в должность. При рассмотрении его кандидатуры в Законодательном собрании Пермского края согласие на назначение дал 51 депутат из 56 присутствующих.
8 августа 2013 года оппозиционер и кандидат в мэры Москвы Алексей Навальный в своём блоге назвал губернатора Пермского края жуликом в ответ на новость о возбуждении уголовного дела по статье «Мошенничество в особо крупном размере» по факту хищения Минрегионом бюджетных денег при покупке торгового представительства Венгрии в 2008 году. По версии следствия, ведомство приобрело здание торгового представительства Венгрии площадью 17 612,8 кв. м. по адресу: Красная Пресня, 3 в Москве по значительно завышенной цене у посредника. Посредник, коммерческая организация, купил эту недвижимость у Венгрии за 21,3 млн долларов (около 575 млн рублей) и перепродал России за 3,5 млрд рублей по двум госконтрактам (10 декабря 2008 года и 10 июня 2009 года). Алексей Навальный опубликовал копию письма от 3 сентября 2010 года, в то время В. Ф. Басаргин занимал должность руководителя Минрегиона РФ. В нём зампред Правительства РФ просит В. Ф. Басаргина расторгнуть договор купли-продажи здания, так как в нём есть нарушения законодательства.
В рейтинге эффективности губернаторов, опубликованном в октябре 2015 года Фондом развития гражданского общества, Басаргин занимал последнее 83-е место.
6 февраля 2017 года подал заявление о досрочном сложении полномочий губернатора, и заявил о том, что не будет участвовать в выборах губернатора в сентябре 2017 года. В тот же день освобождён от должности губернатора Пермского края указом Президента России Владимира Путина.

#### Основные решения на посту губернатора Пермского края
- Решение реконструировать железнодорожный вокзал Пермь-2 и сделать из него большой транспортно-пересадочный узел, в состав которого, кроме железнодорожного вокзала, будут включены автостанция, привокзальные площади (восточная, северная и южная)[23][24].
- Выбор створа для нового автомобильного моста через реку Каму в городе Пермь[25].
- Окончательная договорённость с ОАО «РЖД», что высокоскоростная железнодорожная магистраль Казань-Екатеринбург всё-таки пройдёт через Пермский край[26][27].
- Переименование аэропорта «Большое Савино» в «Международный аэропорт Пермь». Намерение приватизировать его и продать 100 % акций Международного аэропорта «Пермь» компании «Кольцово-Инвест»[28][29].
- Продолжение строительства первой в Пермском крае полноценной современной автомагистрали Пермь-Екатеринбург[30][31].
- Начало капитального ремонта набережной реки Камы в городе Перми.
- Решение заморозить на 20 лет так и не начавшееся строительство Пермского метрополитена[32][33].
- Идея строительства торгового центра под эспланадой активно обсуждается на градостроительном комитете при губернаторе Пермского края.
- Решение разместить Пермскую художественную галерею на месте музея PERMM в здании Речного вокзала Пермь-I.
- Решение построить новую автомагистраль Кунгур — Нижний Тагил.
- Решение реконструировать дорогу по шоссе Космонавтов до международного аэропорта «Пермь».
- Решение сэкономить 2.4 млрд руб. на реконструкции Пермского академического театра оперы и балета имени П. И. Чайковского, путём перевода объекта из разряда «люкс» в разряд «стандарт плюс» согласно мировой классификации.
- Идея передать под застройку «Ренове» Виктора Вексельберга весь квартал № 179 в самом центре Перми, где была расположена психбольница.
- Решение застраивать площадку, которая ранее принадлежала аэропорту Бахаревка в интересах ГК ПИК.

### Дальнейшая деятельность
10 февраля 2017 назначен руководителем Федеральной службы по надзору в сфере транспорта (Ространснадзор) — Главным транспортным инспектором Российской Федерации.
2 апреля 2025 года ушёл с поста главы Ространснадзора на пенсию.

## Награды и звания
- Действительный государственный советник Российской Федерации 2 класса (2001)[36]
- Орден Почёта (1 ноября 2007) — за высокие достижения в государственной деятельности[37]
- Орден Дружбы (6 октября 2014)[38]
- Орден «За заслуги перед Отечеством» IV степени (3 мая 2012)[39]
- Юбилейная медаль «100 лет гражданской авиации России» (2023)[40]
- Действительный государственный советник Российской Федерации 1 класса[41]
- наградное оружие - именной офицерский кортик от МЧС РФ (январь 2013)[42]